# 格朗沃

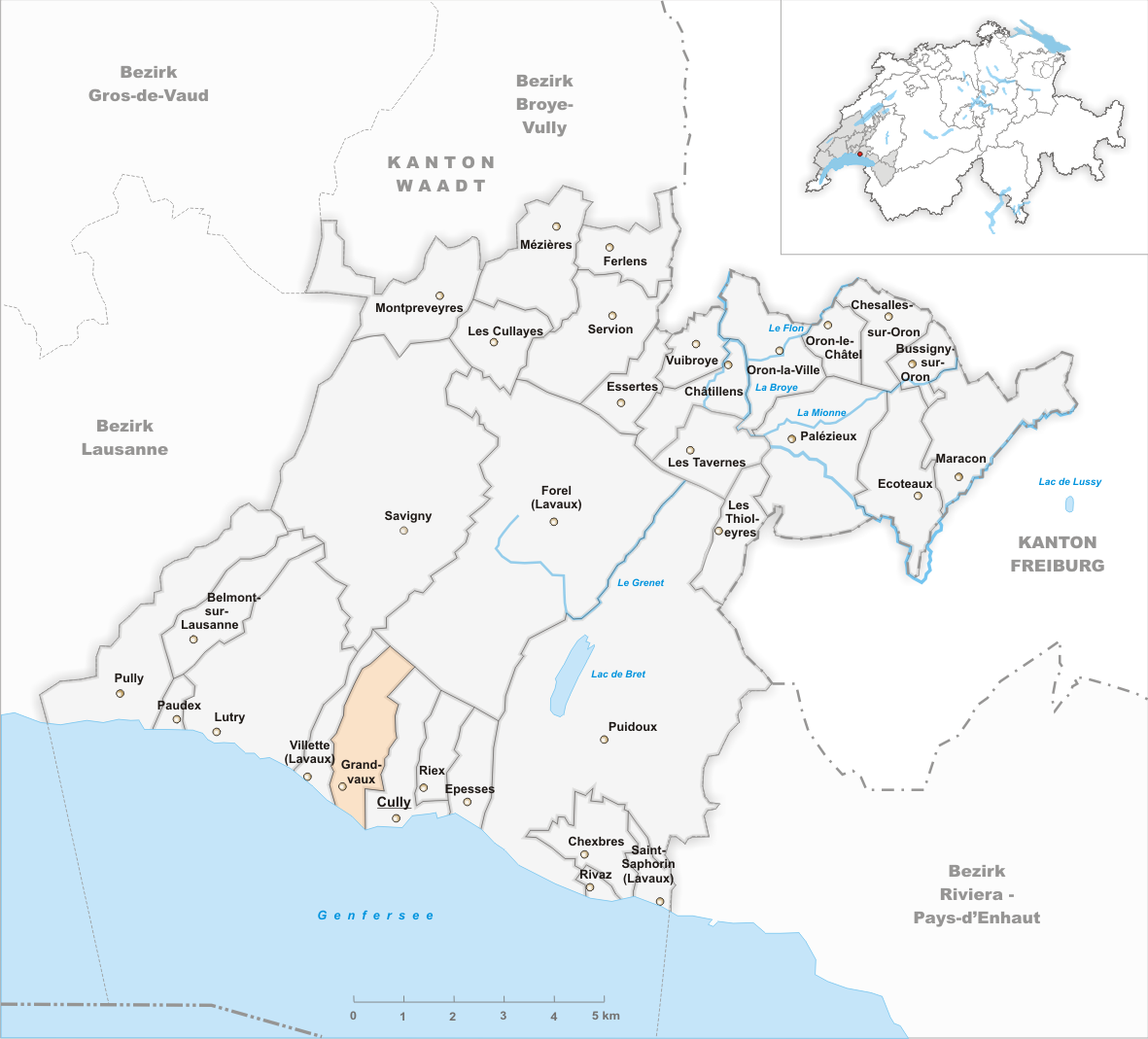
格朗沃位置示意图

格朗沃（法語：Grandvaux）曾是瑞士联邦西部法语区的沃州下设的一个镇。在行政上属于拉沃-奥龙区管辖。格朗沃的总面积为2.94平方公里。截至2007年底，总人口为1,956。2011年7月1日，正式并入拉沃地区布尔格。